# Vulpeni
Vulpeni es una comuna ubicada en el distrito de Olt, Rumania.

## Superficie
Posee una superficie de 46,36 kilómetros cuadrados.

## Demografía
Hasta 2021 la población era de 1900 habitantes, con una densidad de población de 40,98 habitantes por kilómetro cuadrado.